# SG Dynamo Hohenschönhausen
Die SG Dynamo Hohenschönhausen war eine deutsche Sportgemeinschaft aus Berlin, deren Fußballabteilung von 1957 bis 1966 existierte.

## Sektion Fußball
Dynamo Hohenschönhausen wurde Ende März 1953 unter dem Namen SG Dynamo Berlin gegründet. Zuvor spielte die Mannschaft als SV Deutsche Volkspolizei Berlin. Der SV Deutsche Volkspolizei Berlin wurde 1949 als SG Volkspolizei Berlin gegründet. Die Gründung der Sportgemeinschaft wurde am 22. März 1949 in der Zeitung Neues Deutschland bekannt gegeben. Im Sommer 1952 übernahm die SV Deutsche Volkspolizei Berlin den Ligaplatz der zuvor aufgelösten Fußballabteilung des SV Deutsche Volkspolizei Potsdam.
Die Mannschaft agierte in der DDR-Liga für vorerst zwei Spielzeiten. Durch die 1954 erfolgte Versetzung der SG Dynamo Dresden nach Berlin, aus welcher der SC Dynamo Berlin entstand, existierten kurzzeitig zwei Vereine mit dem Namen Dynamo Berlin. Zum einen der neu gegründete DDR-Oberligist SC Dynamo Berlin welcher den Oberligaplatz Dresdens eingenommen hatte, sowie die ältere Berliner Dynamo-Mannschaft SG Dynamo Berlin welche in die Berliner Bezirksliga abgestiegen war.
Der Bezirksligist wurde daraufhin umbenannt und spielte fortan als Dynamo Berlin-Mitte. Die Mannschaft der SG Dynamo Berlin-Mitte wurde 1956 eine zweite Mannschaft des SC Dynamo Berlin und spielte 1956 als SC Dynamo Berlin 1b in der Bezirksliga Berlin. 1956 gelang SC Dynamo Berlin 1b vor der punktgleichen SG Adlershof der Aufstieg in die drittklassige II. DDR-Liga. 
Zur neuen Saison fusionierte der zweiten Mannschaft des SC Dynamo Berlin im Jahr 1957 mit der SG Dynamo Berlin-Mitte, SG Dynamo Berlin-Ost und SG Dynamo Berlin-Nordost zur SG Dynamo Hohenschönhausen. Dynamo Hohenschönhausen agierte zwar als eigenständiger Verein, war in der Praxis jedoch eine Filiale des SC Dynamo. Dabei spielten in Hohenschönhausen größtenteils Talente sowie ausgemusterte ältere Spieler von Dynamo Berlin, wie Herbert Schoen, Wolfgang Velebil, Harry Nippert, Dieter Fuchs, Klaus Thiemann, Jürgen Bräunlich, Christian Hofmann, Herbert Maschke, Joachim Hall, Jochen Carow und Günter Aedtner.
1959 stiegen die Berliner gemeinsam mit Vorwärts Cottbus erneut in die DDR-Liga auf. In der Folgezeit konnte sich Hohenschönhausen bis 1966 in der Liga etablieren, wobei in der Spielzeit 1961/62 ein dritter Rang erreicht wurde. Mit der Herauslösung der Fußballsektion beim SC Dynamo Berlin und der anschließenden Gründung des BFC Dynamo wurde die Fußballabteilung von Dynamo Hohenschönhausen aufgelöst. Die Spieler von Dynamo Hohenschönhausen traten ab 1966 als zweite Mannschaft des neu gegründeten BFC an.

### Meisterschaftsplatzierungen
| 1950/51* | 4 | Bezirksklasse Berlin Staffel A | 1  | 84:20  | 40:8  |
| 1951/52 | 3 | Landesklasse Berlin            | 2  | 79:21  | 35:9  |
| 1952/53** | 2 | DDR-Liga Staffel II            | 9  | 37:40  | 22:26 |
| 1953/54 | 2 | DDR-Liga Staffel I             | 14 | 41:65  | 15:37 |
| 1954/55*** | 3 | Bezirksliga Berlin             | 3  | 79:21  | 35:9  |
| 1955 | 4 | Bezirksliga Berlin Staffel II  | 1  | 38:6   | 23:1  |
| 1956**** | 4 | Bezirksliga Berlin Staffel I   | 1  | 55:16  | 35:9  |
| 1957***** | 3 | II. DDR-Liga Staffel Nord      | 6  | 48:36  | 29:23 |
| 1958 | 3 | II. DDR-Liga Staffel II        | 2  | 58:35  | 37:15 |
| 1959 | 3 | II. DDR-Liga Staffel I         | 1  | 72:13  | 46:6  |
| 1960 | 2 | DDR-Liga                       | 11 | 42:37  | 24:28 |
| 1961/62 | 2 | DDR-Liga                       | 3  | 71:42  | 50:28 |
| 1962/63 | 2 | DDR-Liga Staffel Nord          | 4  | 57:38  | 32:20 |
| 1963/64 | 2 | DDR-Liga Staffel Nord          | 13 | 41:53  | 25:35 |
| 1964/65 | 2 | DDR-Liga Staffel Nord          | 11 | 43:37  | 28:32 |
| 1965/66 | 2 | DDR-Liga Staffel Nord          | 14 | 36:43  | 25:35 |
| 1966/67****** | 3 | Bezirksliga Berlin             | 1  | 111:24 | 53:7  |
| * als SV Deutsche Volkspolizei Berlin. ** als SG Dynamo Berlin. *** als SG Dynamo Berlin-Mitte. **** als SC Dynamo Berlin 1b. ***** als SG Dynamo Hohenschönhausen. ****** als BFC Dynamo II. Legende: ↑ aufgestiegen ↓ abgestiegen |   |                                |    |        |       |

## Statistik
- Teilnahme DDR-Liga: 1952/53, 1953/54, 1960 bis 1965/66
- Teilnahme II. DDR-Liga: 1957 bis 1959
- Ewige Tabelle der DDR-Liga: Rang 70

## Personen
Der zwölffache Fußballnationalspieler der DDR Herbert Schoen ließ zwischen 1959 und 1962 seine Fußballkarriere bei Dynamo Hohenschönhausen ausklingen.